# Пууґі
Пууґі (ест. Puugi), також Каарлі (ест. Kaarli) — село в Естонії, входить до складу волості Валґ'ярве, повіту Пилвамаа.